# 祖拉体育俱乐部
祖拉體育俱樂部（阿拉伯语：نادي الزوراء الرياضي）是一家位於伊拉克巴格達的體育俱樂部，以其足球隊最為著名，參加伊拉克足球超級聯賽。隊名「الزوراء」在阿拉伯語中意為「使者」。

## 簡介
巴格達使者是最为成功的伊拉克足球俱乐部之一，共13次夺得联赛冠军，次数为全联赛之最，且更曾4次以不败战绩夺冠。此外，巴格達使者曾14次夺得伊拉克足协杯，次数亦为最多。但巴格達使者的洲际成绩并不突出，参与亚洲俱乐部赛事的最好成绩为亚军（1999–2000年亞洲盃賽冠軍盃）。

## 歷史
於1937年該隊成立，在伊拉克超級聯賽之前，以Sikak Al-Hadeed（阿拉伯語سكك الحديد，意為鐵路）的名義成立，並於1974 年與 Al-Maslaha Naqil Al-Rakab 合併，自稱為Al -Naqil。
Al-Muasalat（阿拉伯語المواصلات，意為運輸）成立於1969 年，該團隊於1972 年更名為Al-Zawraa。
1975 年，Al-Naqil合併至Al-Zawraa，因此出現了巴格達使者(Al-Zawraa)體育俱樂部。次年球隊首次亮相伊拉克超級聯賽。
該團隊是該國最成功的團隊之一。他們贏得了十一個聯賽和十四個伊拉克杯。

## 荣誉

### 本土
- 伊拉克足球超級聯賽：1976年, 1977年, 1979年, 1991年, 1994年, 1995年, 1996年, 1999年, 2000年, 2001年, 2006年, 2011年, 2016年, 2018年

- 伊拉克足總盃：1975–76球季, 1978–79球季, 1980–81球季, 1981–82球季, 1988–89球季, 1989–90球季, 1990–91球季, 1992–93球季, 1993–94球季, 1994–95球季, 1995–96球季, 1997–98球季, 1998–99球季, 1999–00球季

## 外部連結
- 官方网站
- All-Time Coaches （页面存档备份，存于）